# Народно читалище „Стилиян Чилингиров – 1963“
Народно читалище „Стилиян Чилингиров е читалище в град Шумен, разположено в квартал Гривица. Основано е през 1963 г., носи името на българския писател и етнограф Стилиян Чилингиров. То е действащо читалище, регистрирано под номер 1149 в Министерство на Културата на Република България. Към 2022 г. председател на читалищното настоятелство е Севдалина Георгиева Кънчева, а секретар – 	Мариана Йорданова Радева.
Щатът на читалището включва: председател, секретар, библиотекар, счетоводител, хигиенист и Градски духов оркестър „Михаил Биков“ от 19 души.
През 2013 г., по случай юбилея на читалището е издадена книгата: Слънце в сърцето на квартала: 50 години Народно читалище „Стилиян Чилингиров – 1963“ (1963 – 2013).

## Материална база
Разполага с материална база от 400 кв.м. – концертна зала с балкон – 150 места, библиотека – 80 кв.м. – над 18 000 тома библиотечни издания, две зали – Лекционна и Концертна – за камерни инициативи, школи, лектории, курсове и др., сутеренно помещение от 60 кв.м.

## Дейност
До 1990 година доминираща дейност е библиотечната, след което същата се обогатява като се акцентува и на другите направления: любителско творчество, изкуство, клубно-кръжочна, музикални и езикови школи, театрална група.
В годините грижите на настоятелството са били следните художествени колективи: Детски танцов ансамбъл „Детелина“, акордеонен оркестър, хор за школувано пеене – с много местни, национални и международни изяви.
В момента към читалището действат Градски духов оркестър „Михаил Биков“ (от 2000 г.), група за градски песни „Божур“, група за автентичен фолклор „Веселина“ и детска вокална група „Мики Маус“, театрална група „Театрална магия“.